# 23074 Sarakirsch
23074 Sarakirsch là một tiểu hành tinh vành đai chính với chu kỳ quỹ đạo là 1305.6496913 ngày (3.57 năm).
Nó được phát hiện ngày 7 tháng 12 năm 1999.